# Manuel Fraga Iribarne
Manuel Fraga Iribarne GCC • GCSE • GCIH (Vilalba, 23 de novembro de 1922 – Madrid, 15 de janeiro de 2012) foi um político espanhol. Foi presidente da Galiza entre 1990 e 2005, foi ministro da Informação e Turismo (1962-1969) durante a ditadura de Francisco Franco e um nome importante na transição à democracia e da elaboração da nova constituição do Reino de Espanha e senador às Cortes Gerais eleito pelo Parlamento da Galiza.
Licenciou-se em Direito e em Ciências Políticas e Económicas, e iniciou a actividade política em 1952, como secretário-geral do Instituto de Cultura Hispânica, e ocupou posteriormente vários cargos na área da educação e da cultura. Em 1962 foi nomeado ministro da Informação e Turismo, na época em que a Espanha se tornou num das principais destinos do turismo mundial.
Em 1973 é nomeado embaixador da Espanha no Reino Unido, e volta ao seu país dois anos mais tarde para integrar o primeiro Governo da monarquia recém-restaurada, como vice-presidente e responsável pelos Assuntos Internos. Entre 1977 e 1978 faz parte do grupo que redigiu a Constituição espanhola, os chamados Padres de la Constitución, e fundou a Aliança Popular, antecessora do actual Partido Popular (PP), cuja liderança deixa em 1987, quando é eleito deputado ao Parlamento europeu.
Desde a transição democrática, Fraga Iribarne apresentou-se a todas as eleições até 1986, tendo sido eleito deputado pela comunidade de Madrid nas legislativas de 1977, 1979, 1982 e 1986.
Em 1989 liderou a lista do Partido Popular às eleições regionais da Galiza, ganhando a maioria absoluta, e tornando-se presidente da Junta. O sucesso eleitoral veio a repetir-se nas três eleições seguintes - 1993, 1997 e 2001. Aos 82 anos, nas eleições regionais galegas de Junho de 2005, perde por um deputado a maioria absoluta (37 deputados do PP, 25 do PSOE e 13 do Bloco Nacionalista Galego) e abandona a presidência da Junta.
Autor de mais de 87 livros em espanhol e dois em galego.
A 16 de Março de 1964 foi agraciado com a Grã-Cruz da Ordem do Infante D. Henrique de Portugal, a 23 de novembro de 1992 com a Grã-Cruz da Ordem Militar de Cristo e em 23 de agosto de 1996 com a Grã-Cruz da Ordem Militar de Sant'Iago da Espada de Portugal.

## Visão da Galiza
Formamos os galegos um povo inserido na Espanha e na Europa desde o início. De fato, meu país entrou na primeira organização geral européia, que foi o Império Romano, quando as legiões ocuparam seu território em duas longas campanhas sucessivas lideradas por Júlio César e por Otávio Augusto; isto é, pelos dois fundadores do império. A Galícia permaneceu nela até a sua fragmentação, que ocorreu no século V. E já no século VI foi integrado na unidade da monarquia espanhola, na qual ainda está inscrito. É assim que a Galiza é uma das regiões mais ilustres que constituíram continuamente o reino de Espanha durante mil e quinhentos anos.
Nossa adesão constante à Espanha e à Europa não é, portanto, uma coisa recente, mas muito antiga: e, como tal, a história transformada em radicalidade. Esse radicalismo se aprofundou graças a um evento que pareceria fantástico se não fosse, como é, totalmente histórico. Aconteceu, com efeito, que Santiago de Compostela, a capital histórica da Galiza, tornou-se, a partir do século IX, o extremo ocidental de uma rota de peregrinação chamada Caminho de Santiago. Esse caminho ligava-se no centro da Europa a duas outras: "o caminho dos peregrinos", que levava a Roma, e o "caminho dos palmeiros", que levava a Jerusalém. Essas três entradas coincidiam no mesmo sentido -essencialmente religioso e completamente cultural, comercial e econômico- e eram assim os meios de comunicação de pessoas, coisas e idéias de cuja pluralidade a Europa moderna surgiu.

## Visão da Europa
Europa é a acumulação de muitas realidades históricas, que vieram de tempos muito remotos; a cultura clássica, grega e romana; a expansão dos povos nórdicos; a tradição cristã, com clara predominância da sua versão catolicismo, após o Grande Cisma; uma organização social progressivamente mais flexível do que outras zonas geográficas e culturais; a sua capacidade de resistência à pressão militar e cultural doutros grupos; em suma a sua essência e força de criar com tudo isso modos de vida e organização, o que lhe permitiu (a partir duma estrutura geopolítica plural e integrada) descobrir e dominar grande parte do mundo, e influenciar decisivamente o mundo inteiro, no que tem sido engenhosamente descrito como o verdadeiro "rapto da Europa".(...) Uma Europa capaz de autodestruição, da qual começa a levantar-se, e espero que o faça, face aos difíceis desafios do novo milénio.

## Visão da América-Latina
A Europa moderna foi o agente coletivo que, a partir do século XVI, descobriu a América, comprovou a unidade da terra e se espalhou pelo planeta recém-circundado, com uma forma de cultura e civilização tidas como superiores, que marcaram o progresso de toda a humanidade até hoje. Em toda esta empresa tivemos na América o protagonismo de todos os que conhecemos, os espanhóis, os portugueses... e também os galegos. Isto é, aqueles aos quais o bardo Eduardo Pondal chamou "Os Eoas" no seu glorioso poema épico escrito em galego e dedicado ao Descobrimento.
Durante os três primeiros séculos da modernidade hispânicos e americanos permaneceram integrados no mesmo Império Espanhol, unidos mais por direitos do que por força, com fundação nos princípios da igualdade de todos os seres humanos perante a lei e da proteção dos mais fracos, ambos consagrados nas Leis das Índias pela primeira vez na história dos direitos humanos. Durante três séculos, nós os europeus transferimos para a América toda a tecnologia e ciência que dispúnhamos, e realizámos obras de infraestrutura colossias: infraestrutura física -como estradas, portos e cidades-; e infra-estrutura cultural -como universidades, imprensa, hospitais e templos-. Muitas dessas construções continuam ainda a ser úteis nos locais onde foram criadas.
Entretanto, durante os dois últimos séculos da modernidade -uma vez consumada a lógica independência das repúblicas americanas como povos que atingiram a maioridade- nós os europeus contribuímos com capital, empreendimento e abundante mão-de-obra não qualificada -composta por milhões de emigrantes- e também alguns altamente especializados -formados por minorias muito valiosas de estudantes universitários refugiados ou líderes exilados.